# Потопальський Анатолій Іванович
Анато́лій Іва́нович Потопальський (25 березня 1938, Бар, Вінницька область — 31 липня 2025) — завідувач лабораторією модифікації структури біологічно активних речовин Інституту молекулярної біології і генетики НАН України. Заслужений винахідник України, кандидат медичних наук.

## Біографія
Народився у сім'ї військового. Дитинство провів у селі Ходаки (Коростенський район). У 1956 закінчив Житомирське медичне училище № 1, працював фельдшером, через рік поступив на лікувальний факультет Івано-Франківського медичного інституту. Після закінчення навчання у 1963 був призначений асистентом кафедри патофізіології Івано-Франківського медінституту. У 1970 очолив створену за постановою Кабінету Міністрів СРСР проблемну лабораторію корегуючої терапії злоякісних пухлин і гемобластозів при Львівському медичному інституті.
Із 1977 Анатолій Потопальський завідує відділом модифікації структури біологічно активних речовин в Інституті молекулярної біології і генетики (ІМБіГ) НАН України, а у 2004 після реорганізації відділу — лабораторією модифікації структури біологічно активних речовин. Дослідження цих років стали основою для створення нового наукового напрямку – молекулярно-генетичного і духовного оздоровлення людини і довкілля.
«Професор» за версією громадського об'єднання соціального захисту «Європейська академія проблем людини», засновник і директор Інституту оздоровлення і відродження народів України та благодійного фонду «Небодарний цілитель».
Почесний громадянин міста Коростень.
У 1996 р. за результатами конкурсу Міжнародної Асоціації «Допомога родинам Чорнобиля» на кращий фармацевтичний препарат, лікувальний засіб, продукт харчування, що сприяє виведенню радіонуклідів з організму людини і її оздоровленню, кавбуз і лікувально-профілактичні вироби з нього нагороджено Знаком Благодійства «За допомогу родинам Чорнобиля SOS-86». За заслуги перед Україною автор нагороджений Орденом Святого Архістратига Михаїла (2003 p.).
У 2004 був висунутий на здобуття Нобелівської премії, у 1996 р. — визнаний «людиною року» за версією приватної організації Американський біографічний інститут, а його біографію включено до видання «500 лідерів впливу» (США, 1994), яке регулярно видається цією організацією.
У 2005 р. на базі Інституту молекулярної біології та генетики з ініціативи Анатолія Потопальського відбувся Міжнародний науково-практичний форум «Основи молекулярно-генетичного оздоровлення людини і довкілля», присвячений новому науковому напряму модифікації молекулярної структури біологічно активних речовин, який високо оцінений як на Батьківщині, так і за кордоном: у 1985 р. А.І. Потопальський був нагороджений срібною медаллю за препарат «Ізатізон» на Міжнародній виставці досягнень у сільському господарстві (Будапешт, Угорщина), у 1987-1990 pp. – срібними медалями на Всесоюзній і республіканській виставках досягнень народного господарства за препарат «Ізатізон» і технологію боротьби з агробактеріальним раком рослин.
У 2010 р. Номінаційним Комітетом Європейської Бізнес Асамблеї (м. Оксфорд, Велика Британія) спільно зі Вченою радою Міжнародного університету м. Відня (Австрія) за внесок у зміцнення міжнародних відносин у сфері науки, освіти й бізнесу А.І. Потопальський представлений до звання «Почесний професор Міжнародного університету м. Відня». Одночасно  рада експертів Європейської Бізнес Асамблеї висунула очолюваний ним Інститут оздоровлення і відродження народів України на здобуття Міжнародної нагороди «Європейська якість» («EUROPEAN QUALITY», per.#2351135).
3.04.2018 відповідно до рекомендації Наукової ради МАНВО і на підставі рішення Президії Академії №7134 від 22.03.2018 року Міжнародна академія наук і вищої освіти нагородила Потопальського А.І. медаллю "Науковий прогрес" 1 ступеня.
Указом Президента України №194/2021 від 17 травня 2021 року А.І. Потопальському призначено довічну державну стипендію, як видатному діячу науки.
Помер 31 липня 2025 року.

## Наукова діяльність
Науковими дослідженнями Анатолій Потопальський почав займатися на першому курсі інституту, за два роки отримав на основі чистотілу і запатентував препарат «Амітозин», який перешкоджав поділу клітин злоякісних пухлин і викликав їх старіння. Була проведена робота над цим препаратом, яка підтвердила його ефективність, проте ці роботи були засекречені.[джерело?] Клінічні випробування, що проводилися у 1999–2001 Інститутом онкології АНМУ, підтвердили ефективність препарату, але він не був зареєстрований МОЗ України. «Амітозин» показав свою ефективність на III і IV стадіях. Дослідження амітозину були проведені разом із доктором С.О. Чернюком та іншими колегами у Франції та США. Результати були опубліковані у фахових журналах.
У 1973 разом із Л. В. Лозюк розробив ще один препарат — «Ізатізон», який успішно використовується для попередження і лікування вірусних та мікробно-вірусних хвороб і пухлин у ветеринарії, ефективний імуномодулятор
На VIII Всеукраїнському фестивалі науки у 2014 «Амітозин» і «Ізатізон» були представлені як інноваційні розробки, готові до впровадження у виробництво
А. І. Потопальський запатентував понад 60 нових препаратів з протипухлинною, противірусною та імуномоделюючою дією, розробив 15 оригінальних фіточаїв на основі чистотілу, створив понад 20 нових форм, сортів і видів лікарських і сільськогосподарських рослин, 6 із яких затверджені Держсортоінспекцією України й рекомендовані для широкого використання як нові сорти з високою продуктивністю і вмістом діючих речовин. Одинадцять із вказаних фіточаїв з чистотілом і десятками інших рослин, випускав до 2013 року Житомирський завод «Ліктрави» під брендом «Доктора А.І. Потопальського» (Свідоцтво на знак для товарів і послуг №109425): Ангіотуморосан, Артроуросан, Гастросан, Дермосан, Ентеросан, Імуносан, Пневмосан, Туморосан, Уросан, Холеуросан, Кардіосан. З рослин власної селекції: ехінацеї «Поліська красуня», синюхи блакитної «Поліська блакить», гарбуза «Кавбуз Здоров'яга» рекомендовані такі харчові добавки, як «Спокій», «Бадьорість», «Будьмо здорові», «Кавбузол», «Кавбусорб».
Учений розробив низку сучасних біотехнологій: цілеспрямованого поліпшення спадкової інформації біологічних об'єктів; очищення довкілля за допомогою рослин, здатних засвоювати атмосферний азот замість дорогих хімічних добрив; отримання високих врожаїв на засолених ґрунтах; підвищення продуктивності корисних комах, риб, птахів, тварин; боротьби з агробактеріальним раком рослин.
У 1979 p. для створення насіннево-селекційної бази він заклав дендропарк «Перемога» на 40 га неугідь у с. Ходаки Коростенського району Житомирської обл.
Завдяки розробленому за його керівництва способу зміни структури молекул-носіїв спадкової інформації ДНК і РНК - створено технологію одержання нових форм рослин з програмованими господарськими цінними ознаками. Їх широке використання дає значний економічний і соціальний ефект, зокрема в оздоровленні довкілля, збиранні високих врожаїв на засолених і збіднених азотом ґрунтах, а також під час гідропонного вирощування з використанням морської води без її опріснення.
У доробку А. І. Потопальського — 17 монографій, понад 350 публікацій і понад 100 авторських свідоцтв і патентів.

## Праці
- Противірусні, протипухлинні та імуномодулюючі властивості лікувального препарату Ізатізон: монографія / Л.А. Заїка, О.І. Болсунова, А.І.Потопальський; Ін-т. молекуляр. біології і генетики НАН України, Ін-т оздоровлення і відродж. народів України. — К.: Колобіг, 2010. — 211 с.
- Потопальский А.И., Петличная Л.И., Ивасивка С.В. «Модификация алкалоида берберина» — Киев: «Наукова думка», 1980. — 109 с.
- Потопальський А.I., Ткачук З.Ю. «Пухлини i нарости у рослин» - Київ: Вища школа, 1985. − 185 с.
- Потопальский А.И., Петличная Л.И., Ивасивка С.В. «Барбарис и его препараты в биологии и медицине» - Киев: «Наукова думка», 1989. − 287 с.
- Потопальский А.И., Лозюк Л.В., Миролюбова А.Н., Бессарабов Б.Ф. «Противовирусный, противоопухолевый и антилейкозный препарат изатизон»  - Киев: «Наукова думка», 1991. − 191 с.
- Потопальский А.И.  «Препараты чистотела в биологии и медицине» - Киев: «Наукова думка», 1992. − 200 с.
- Юркевич Л.Н., Потопальский А.И. Пролин как фактор устойчивости ржи к засолению субстрата. Физиология и биохимия культурных растений 26 (6), 1994. - 600-604.
- Потопальский А.И., Лозюк Л.В. «Противовирусный, противоопухолевый препарат ИЗАТИЗОН» - Львів: «Наукова думка», 1995. − 90 с.
- Potopalsky A.I., Katsan V.A., Les'kiv M.E. Effect of native and modificated e-DNA on biosynthesis of photosynthetic pigments in Nicotiana tabacum L. 1. Content of chlorophylls and carotenoides in the plants of the first generation/ Biopolymers and Cell 11 (2), 1995. - 88-99.
- Гайдуков В.А.,  Гиндич О.В.,  Мотовиліна  Т.С., Потопальський А.I., Шкварковський I.В. «Вилікуйся сам». - Чернівці: Видавництво «Прут», 1998. — 76 с.
- Потопальський А.I., Юркевич Л.Н., Воробйова I.I. «Ходить кавбуз по городу» - Київ: ДВПП Міннауки України, 1999. — 42 с.
- Волощук Т.П., Панковский Ю.В., Потопальский А.И. Алкилирование компонентов нуклеиновых кислот этиленимином и его производными. IV*. Алкилирование гомополинуклеотидов и ДНК. Биоорганическая химия 25 (6), 464-473.
- Потопальський А.І., Юркевич Л.Н., Воробйова І.І. Кавбуз — найбільша у світі цілюща ягода - Вінниця, «Нова книга», 2004. − 80 с.
- Лозюк Л.В., Потопальский А.И., Лозюк Р. Медикаментозная  терапия и профилактика вирусных заболеваний. - Львов: Издательство «Норма», 2003. − 208 с.
- Потопальський А.І., Юркевич Л.Н. Третьому тисячоліттю — нові рослини для здоров'я, добробуту, краси і довголіття. - Київ: «Колобіг», 2005. − 168 с.
- V.I. Danilov, V.V. Dailidonis, D.M. Hovorun, N. Kurita, Y. Murayama, T. Natsume, A.I. Potopalsky, L.A.Zaika Berberine alkaloid: Quantum chemical study of different forms by the DFT and MP2 methods. Chemical physics letters 430 (4-6), 409-413, 2006.
- В.Кацан, А.І. Потопальський «Особливості дії препаратів екзогенних ДНК при отриманні нових форм тютюну» — Київ, Видавництво «Колобіг» − 2007. − 176 с.
- Доклінічне вивчення препарату Ізатізон / Н. Микитенко, А. Потопальський, Л. Заїка та ін. // Ukrainian Food Journal. — 2013. — vol. 2, issue 4. — С. 535–541. — Бібліогр.: с. 540–541.
- A. Potopalsky, O. Bolsunova, L. Zaika New methods for molecular genetic recovery of humans and environment - Saarbrücken: LAP LAMBERT Academic Publishing, 2014. − 123 р.
- Використання препарату «Ізатізон» у рибництві [Електронний ресурс] / Г.О. Сич, Л.П. Бучацький, Н.М. Матвієнко, Л.А. Заїка, А.І. Потопальський // Рибогосподарська наука України — 2007 — №2 — С. 41-47.
- Вітчизняний противірусний препарат Ізатізон підвищує природну резистентність організму [Електронний ресурс] / О.І. Болсунова, Л.А. Заїка, А.І. Потопальський, Л.Н. Юркевич, І.І. Воробйова, Л.В. Лозюк, А. Терент'єв, С.Л. Рибалко, С.Т. Дядюн // Ветеринарна медицина. — 2009. — Вип. 92. — С. 59-63.
- Bolsunova O., Brovarets D., Govorun D., Zaika L., Potopalsky A. Analysis of structural and conformational characters of Metisazon and prototropic tautomerism of izatin // International Review of Biophysical Chemistry - 2011 - vol. 2 - issue 5.
- Дорошенко С.І., Потопальський А.І., Шагаліна С.С., Шагалін С.Ю. Використання препарату «Ізатізон» у стоматологічній практиці // Український стоматологічний альманах - 2011 - №5 – С.83-85.
- Voloshchuk T.P., Adonin V.I., Vorobiova I.I., Potopalsky A.I. Structure of alkyl radicals upon alkylation by thiotepa // Ukrainica Bioorganica Acta 1 (2013) 24-32.
- Potopalsky A.I., Zaika L.A., Bolsunova O.I. Molecular genetic biotrchnologies – the way to the welfare of the people and increasing of agriculture profitability // Biopolimers and Cell. Vol. 29. N 4, P.261-265.
- Herman B, Gudrun A, Potopalsky A.I, Chroboczek J, Tcherniuk S.O Amitozyn Impairs Chromosome Segregation and Induces Apoptosis via Mitotic Checkpoint Activation. // PLoS ONE Volume 8. Issue 3. e57461. March 2013.
- Sergey O. Tcherniuk, Olga Chesnokova, Irina V. Oleinikov, Anatoly I. Potopalsky, Andrew V. Oleinikov. Anti-malarial effect of semi-synthetic drug amitozyn [Архівовано 4 червня 2021 у Wayback Machine.] // Malaria Journal 2015, 14:425 oi:10.1186/s12936-015-0952-4.
- Bolsunova Ol’ha I., Zaika Leonid A., Potopalsky Anatoliy I., Voznyuk Anna V. Izatizon, as an izatin-thiosemicarbazone derivative, has antiviral, antitumor actions and no side effects // International Journal of Pharmaceutical Science Invention - 2017 - V.6. - Is.5. – P.7-9.
- S.Yu. Kutovyy, R.S. Savchuk, N.V. Bashmakova, D.M. Hovorun, L.A. Zaika. Mechanisms and Parameters of the Binding of Amitozinoberamid to DNA in the Aqueous Solution // Ukrainian Journal of Physics – Vol 63. N 8 (2018).
- Орловська І.В., Хоменко І.П., Будник О.Д., Гибало Р.В., Потопальський А.І., Козировська Н.О. Використання наноцелюлозних гідрогелевих пов’язок у лікуванні ран // Сучасні аспекти військової медицини: Зб. наук. праць ГВКГ МО України. – К.: ГВКГ, 2018. – Вип.25. – С. 420-430.

## Нагороди та відзнаки
- Срібна медаль за препарат «Ізатізон» на Міжнародній виставці досягнень у сільському господарстві (Будапешт, 1984);
- Кращий винахідник Національної Академії Наук України (1985);[14]
- Відмінник винахідництва України;[14]
- Людина року-1996 за версією приватної організації Американський біографічний інститут.[14]
- Орден Святого Архістратига Михаїла (2003).[15]
- Заслужений винахідник України (2006).[14]
- Почесний громадянин Коростеня (2006)[16]
- Указом Президента України №194/2021 від 17 травня 2021 року А.І. Потопальському призначено довічну державну стипендію, як видатному діячу науки.[8]